# Doloclanes mohri
Doloclanes mohri är en nattsländeart som först beskrevs av Ross 1948.  Doloclanes mohri ingår i släktet Doloclanes och familjen stengömmenattsländor. Inga underarter finns listade i Catalogue of Life.